# 松崎健吉
松崎 健吉(まつざき けんきち、1904年〈明治37年〉11月12日 - 1988年〈昭和63年〉2月18日)は、日本の大蔵官僚。造幣庁長官。

## 来歴
埼玉県熊谷市に生まれる。旧制埼玉県立熊谷中学校(現埼玉県立熊谷高等学校)、旧制浦和高校(現埼玉大学)を経て、1929年に東京帝国大学法学部を卒業。
大学卒業後、大蔵省に入り熊本税務署長となる。1933年に満州国に転じ、財政部銀行科長、駐日財務官総務庁人事処規画科長、主計処一般会計科長を歴任。対満事務局監理課長、満鉄管理官預金部運用課長、理財局国庫課長、印刷局理事兼業務部長、名古屋財務局長を経て、1949年、造幣庁長官となる。
1951年に造幣庁長官を退官。その後、高崎金属工業社長、東京鉄工株式会社監査役、中政連常任総務兼政策局長、ヨット鉛筆会長、凸版愛知加工株式会社代表、全国中小企業共済財団理事長を歴任した。

## 著書
- 中小企業団体法早わかり